# 会审公廨
会审公廨，也叫会审公堂，是中国近代史上外国租界内的司法审判机构，例如上海有上海公共租界会审公廨、上海法租界会审公廨。所谓“会审”，指的是这些法庭审理案件时有代表租界国领事的外国官员参与或“陪同”中国官员进行审判工作。会审公廨的司法管辖权仅对中国籍人士以及非条约列强国民有效，并適用中国法律；涉及依照条约取得领事裁判权的条约列强的国民的案件则由本国的领事法庭依照本国法律审判，其中英国自1865年开始设立英國在華最高法院，美国也在20世纪初设立上海美国法院。
会审公廨是19世纪至20世纪初租界国对租界地的中国司法机构不信任而产生的机制，兼顾中国对租界行使司法主权的主张和租界国主张的治外法权。会审公廨使用的程序法也是中国惯用的程序法和外国程序法的融合体。1921年，在华盛顿公约会议上，各条约国签署了决议，表示在中国建立合格的司法体系后愿意放弃在中国的治外法权。此决议签署后，各国联合设立了观察中国司法的委员会，在1926年发布了关于中国建设司法体系的观察与建议的详细报告。随着民国司法机构的逐渐成熟，会审公廨在1920年代末左右國民革命軍北伐之后相继废止，改组为民国政府司法制度下的「特區法院」。

## 上海英美租界会审公廨

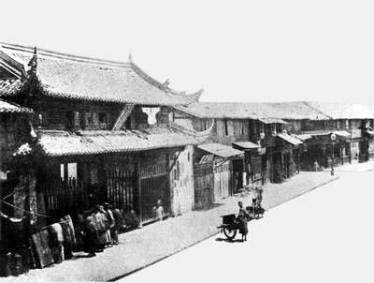
1880年设在南京路（今南京东路第一食品商店）的会审公廨门景

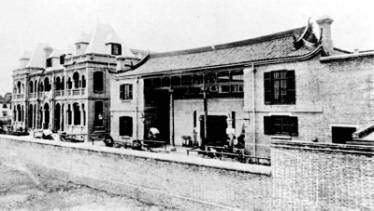
1899年9月迁至浙江路七浦路口新址的会审公廨

該會審公廨是在撤銷洋泾浜北首理事衙门的基礎上成立于1869年。清朝同治七年（1868年），上海道同英國、美國駐上海领事订立《洋泾浜设官会审章程》10条，经修改于同治八年三月初九（1869年4月20日）公布生效，总理衙门和公使团核准实施，会审公廨正式成立。
当时，原定《洋泾浜设官会审章程》有效期仅1年，但自颁布后，该章程一直沿用。会审公廨最初位于南京路洋泾浜北首理事衙门原址，光绪八年（1882年）迁到南京路口菜市街对面，光绪二十五年八月十四日（1899年9月18日）迁到北浙江路七浦路口，俗称“新衙门”。

### 历任正会审官（谳员）
| 姓名   | 到任时间       | 备注   |
| ------ | -------------- | ------ |
| 陈福勋 | 1869年4月      | 第一任 |
| 黄承乙 | 1883年11月1日  |        |
| 葛绳孝 | 1885年7月      | 代理   |
| 罗嘉杰 | 1885年9月7日   |        |
| 蔡汇沧 | 1886年7月4日   |        |
| 屠作伦 |                |        |
| 张辰   | 1900年11月13日 |        |

## 上海公共租界会审公廨
光绪二十七年（1901年），英美租界会审公廨更名为公共租界会审公廨。该公廨设秘书处、华洋刑事科、华洋民事科、洋务科、管卷室等内设机构。宣统三年（1911年），该会审公廨设置检察处，设总写字间，下又分为洋务间、华务间、交保间、收支间等机构，其主管人员全部是由领事团委任的洋员。
该会审公廨设正会审官1人，副会审官6人，陪审官若干人。
- 正会审官（1人，中国人）：总管公廨事务
- 副会审官（6人）：办理民、刑案件
- 陪审官：由领事团推选懂中文而且受过法律教育的领事官或副领事官担任，名义为陪审，实质上操纵会审官（中国人）的裁判权。
  - 刑事案件：“英国、法国、日本、意大利四国陪审官轮流陪审华人刑事案件。”
  - 民事案件：“由领事推举领事官定期充任（1年1期）。”
- 检察官：“由上海公共租界工部局高等警察官充任（能熟悉公廨事务，且通晓上海情形之洋员），负责监督管理民事、羁押所及女监狱工作，以及公廨内各项行政事务。”
- 秘书（2人）：“主办和翻译各机要文件。”
- 主任（3人）：“分任民、刑、华洋三科，主办诉讼一切公牍。”
- 书记员（19人）：“分属秘书处，民、刑、华洋三科，办理拟稿、抄录、管卷、收发事宜。”
- 翻译（4人）：“翻译公牍及开庭时传译。”
- 录事（7人）：“分任记录事宜。”
- 捕头（8人）：“掌西文公牍，分管民事、刑事、洋务交保收支各项工作。”
- 洋员（6人）：“掌西文抄录、记录、管卷等。”
- 华捕（10人）：“于法庭开庭时引诉讼关系入庭听审等事务。”

清宣统三年九月二十二日（1911年11月12日），英国、美国驻上海领事宣布由上海公共租界工部局管理会审公廨。宣统三年九月（1911年11月）辛亥上海光复后，关炯之奉命接管上海公共租界会审公廨，直到民国十六年（1927年）会审制度废除，方辞职。民国15年（1926年）5月，淞沪商埠督办公署总办与各国驻上海领事讨论改组上海公共租界会审公廨，8月31日，美国驻上海总领事同江苏省代表签订《收回上海公共租界会审公廨暂行章程》。民国16年（1927年）1月1日上海公共租界会审公廨撤销，成立江苏上海公共租界临时法院兼上诉院。

### 历任正会审官（谳员）
| 姓名   | 到任时间       | 备注                                                       |
| ------ | -------------- | ---------------------------------------------------------- |
| 张辰   | 1900年11月13日 | 英美租界会审公廨1901年更名为公共租界会审公廨               |
| 孙立麟 | 1903年5月21日  |                                                            |
| 孙建臣 | 1903年5月21日  | 1903年9月18日辞职                                          |
| 邓文   | 1903年10月14日 |                                                            |
| 关炯之 | 1904年2月3日   |                                                            |
| 黄煊   | 1904年3月18日  | 1905年2月23日两江总督周馥以贪污将其撤职                    |
| 屠作伦 | 1905年3月29日  | 1905年6月3日两江总督周馥以“办事粗鲁，有损主权”将其撤职     |
| 金绍城 |                |                                                            |
| 宝颐   | 1907年6月7日   | 代理关炯之任公共租界会审公廨谳员，1907年10月18日关炯之接任 |
| 关炯之 | 1907年10月18日 |                                                            |
| 王松丞 | 1907年11月30日 |                                                            |
| 宝颐   |                |                                                            |
| 李萼仙 | 1909年10月26日 | 接任宝颐之职                                               |
| 德胜臣 | 1910年2月18日  |                                                            |
| 王嘉熙 | 1910年11月24日 |                                                            |
| 翁笠渔 |                |                                                            |

### 1905年大闹会审公廨事件
1905年12月，上海发生大闹会审公廨案，一名广东籍已故小官僚的遗孀黎黄氏携子女及15名婢女从四川乘招商局轮船回广东原籍，轮船路过上海时，上海公共租界巡捕房巡捕下轮检查，企图敲诈未遂，便以贩卖人口罪名拘捕黎黄氏。公共租界会审公廨审理此案时，英国领事下令判罪，会审官金绍城则认为案情真相未明，不能径以判刑结案。后经过中西双方共同调查，黎黄氏确非贩卖人口。会审官金绍城以案情大白，要求英国领事释放黎黄氏，遭到英国副领事拒绝。公共租界会审公廨审理此案时，又发生中英两国会审官对女犯应当关押在何处的争议，外国巡捕殴打辱骂中国会审官金绍城，并用武力抢夺犯人，引起旁听群众公愤。上海居民对本国官员受辱反应强烈，四处围打巡捕，还放火烧了老闸捕房。虞洽卿作为代表与租界当局交涉，据理力争，又策动商人罢市，工人罢工，租界华捕罢岗，最终迫使英方让步，通过上海道袁观海、工商界人士朱葆三、虞洽卿等出面调解，一面释放黎黄氏，一面劝令华商开市，并规定“今后一律由中方巡捕到会审公堂维持秩序”。会审官金绍城则因此案而罢官。

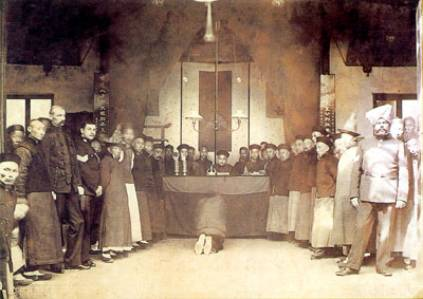
会审公廨审理案件时情景
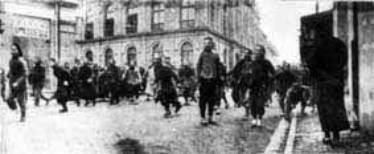
1905年大闹会审公廨事件发生后上海市民攻击老闸捕房
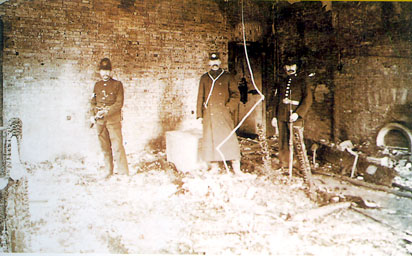
被群众捣毁的工部局老闸捕房。

## 上海法租界会审公廨
清朝咸丰九年二月二十七日（1859年3月31日），法国驻上海总领事敏体尼（Louis Charles Nicolas Maximilien Montigny）在上海法租界设违禁罪裁判所，审判各类华洋混合案件。清朝同治八年三月初二（1869年4月13日），法租界会审公廨成立，地址位于公馆马路（今金陵东路外滩2号）法国领事署内。上海道（或其代表）每周到领事署开庭3次，法国驻上海副领事兼陪审官。
法租界会审公廨的主要内设审判机构有：
- 中国刑事初审庭：1名中国官员单独审判
- 中国刑事上诉庭：1名中国官员单独审判
- 中国民事初审庭：1名中国官员单独审判
- 中国民事上诉庭：1名中国官员单独审判
- 刑事初审会审公廨：1名中国官员和1名法国陪审官共同审判
- 刑事上诉会审公廨：1名中国官员和1名法国陪审官共同审判
- 民事初审会审公廨：1名中国官员和1名法国陪审官共同审判
- 民事上诉会审公廨：1名中国官员和1名法国陪审官共同审判

上诉案件由上海道台会同法国驻上海总领事审处。凡中国官员和法国陪审官审理过的案件为终审案件。会审公廨还设有书记室，由1位书记长、法国和中国的书记、秘书、翻译、文书等组成。
清朝光绪二十二年（1896年），上海道撤销会捕局，由上海法租界巡捕房独家负责逮捕人犯。会审公廨规定，民事案件准许聘请律师，案件的诉讼标的金额须1000元以上，律师必须为操法语的法国律师；刑事案件不准律师进行辩护，判决后不准上诉；民事及刑事案件均由陪审官主审。会审公廨的全部司法行政事务由法国领事办理。
清宣统三年九月十三日（1911年11月3日）辛亥上海光复，法租界会审公廨华官逃走，法国驻上海总领事趁机接管了会审公廨，并自行任命官员。民国三年（1914年），会审公廨改为公董局警务处的下属机构。1914年4月，《法租界外马路警权协定》成立，公董局按照该协定第10条的规定，在薛华立路20号建设会审公廨，并于民国四年（1915年）9月17日正式落成，法租界会审公廨迁入该址办公。民国十一年（1922年）1月，该公廨又列为公董局附属机构，所属拘禁所仍归上海法租界巡捕房管辖。
民国二十年（1931年）1月27日，法国驻上海总领事改组法租界会审公廨，将纯涉华人的民事案件改为由华官单独审理。8月1日，法租界会审公廨撤销，成立了江苏高等法院第三分院、江苏上海第二特区地方法院。

### 历任会审员（谳员）
| 姓名   | 到任时间      | 备注                                                                                |
| ------ | ------------- | ----------------------------------------------------------------------------------- |
| 魏秀芝 | 1869年4月13日 | 第一任                                                                              |
| 朱璜   |               |                                                                                     |
| 翁秉钧 | 1881年3月8日  | 兼管会捕局事，原谳员朱璜交卸                                                        |
| 王雁臣 | 1883年11月1日 |                                                                                     |
| 王宾   | 1887年3月7日  |                                                                                     |
| 葛绳孝 |               |                                                                                     |
| 杜仁干 | 1900年10月6日 |                                                                                     |
| 杜枝园 |               |                                                                                     |
| 孙士麟 | 1902年9月17日 |                                                                                     |
| 魏诗铨 | 1903年5月14日 |                                                                                     |
| 魏莼坞 | 1903年5月14日 |                                                                                     |
| 李岳衡 | 1903年5月22日 | 代理                                                                                |
| 魏诗铨 | 1903年6月9日  | 回任                                                                                |
| 陈曾培 | 1904年3月24日 |                                                                                     |
| 聂宗羲 | 1907年5月27日 | 5月31日万钟元代理，6月10日聂宗羲回任，1908年聂宗羲离开上海，由景崧代理，10月2日回任 |
| 宋治芳 |               |                                                                                     |

## 相關著作
- Thomas B Stephens，《Order and discipline in China : the Shanghai Mixed Court 1911-27》，Seattle: University of Washington Press, 1992 (ISBN 9780295971230)
- 杨湘钧，《帝国之鞭与寡头之链︰上海会审公廨权力关系变迁研究》，北京︰北京大学出版社，2006 (ISBN︰9787301101438)（原為台灣作者在2003年5月的國立政治大學法律學研究所碩士論文）
- 陈策，《从会审公廨到特区法院︰上海公共租界权变迁研究》，北京︰中国社会科学出版社，2015 (ISBN︰9787516171684)
- 姚远，《上海租界与租界法权》，上海︰上海三联书店，2016（ISBN︰9787542656292）
- Anatol M. Kotenev 郭泰納夫，朱華譯，《上海会审公堂与工部局》，上海︰上海书店出版社，2016（ISBN：9787545812459，翻译自Shanghai : its mixed court and council；彼另著《上海公共租界与华人》）
- 洪佳期，《上海会审公廨审判研究》，上海︰上海人民出版社，2018（ISBN︰9787208150867）
- 王立民，《租界法制与中国法制近代化研究》，上海︰上海人民出版社，2022（ISBN︰9787208178304）

## 参閱
- 领事裁判权
- 上海臨時法院